# Moimenta da Serra e Vinhó
Moimenta da Serra e Vinhó (oficialmente: União das Freguesias de Moimenta da Serra e Vinhó) é uma freguesia portuguesa do município de Gouveia, com 14,32 km² de área e 1071 habitantes (censo de 2021). A sua densidade populacional é 74,8 hab./km².

## História
Foi constituída em 2013, no âmbito de uma reforma administrativa nacional, pela agregação das antigas freguesias de Moimenta da Serra e Vinhó e tem a sede em Moimenta da Serra.

## Demografia
A população registada nos censos foi:
| Distribuição da População por Grupos Etários | Distribuição da População por Grupos Etários | Distribuição da População por Grupos Etários | Distribuição da População por Grupos Etários | Distribuição da População por Grupos Etários | Distribuição da População por Grupos Etários |
| -------------------------------------------- | -------------------------------------------- | -------------------------------------------- | -------------------------------------------- | -------------------------------------------- | -------------------------------------------- |
| Antes da agregação                           |                                              |                                              |                                              |                                              |                                              |
| Ano                                          | 0-14 anos                                    | 15-24 anos                                   | 25-64 anos                                   | >= 65 anos                                   | Total                                        |
| 2001                                         | 152                                          | 181                                          | 663                                          | 335                                          | 1331                                         |
| 2011                                         | 173                                          | 105                                          | 576                                          | 376                                          | 1230                                         |
| Após a agregação                             |                                              |                                              |                                              |                                              |                                              |
| Ano                                          | 0-14 anos                                    | 15-24 anos                                   | 25-64 anos                                   | >= 65 anos                                   | Total                                        |
| 2021                                         | 130                                          | 99                                           | 416                                          | 426                                          | 1071                                         |